# (21372) 1997 TM28
(21372) 1997 TM28 est un astéroïde troyen de Jupiter découvert en 1997.

## Description
(21372) 1997 TM28 a été découvert le 6 octobre 1997 à l'observatoire de La Silla, au Chili, par l'Uppsala-DLR Trojan Survey (UDTS).

### Caractéristiques orbitales
L'orbite de cet astéroïde est caractérisée par un demi-grand axe de 5,19 UA, un périhélie de 5,05 UA, une excentricité de 0,03 et une inclinaison de 11,05° par rapport à l'écliptique. Du fait de ces caractéristiques, à savoir un demi-grand axe compris entre 4,6 et 5,5 UA et un périhélie inférieur à 0,3 UA, il est classé, selon la JPL Small-Body Database, astéroïde troyen de Jupiter du camp troyen. Il est situé au point de Lagrange L4 du système Soleil-Jupiter.

### Caractéristiques physiques
(21372) 1997 TM28 a une magnitude absolue (H) de 11,8 et un albédo estimé à 0,052.